# Jacuizinho
Jacuizinho é um município brasileiro do estado do Rio Grande do Sul.

## Etimologia
A origem do nome Jacuizinho homenageia o rio que atravessa a cidade, por ser uma das belezas naturais da região e também o principal afluente do Rio Jacuí, um dos maiores do estado. Outra versão aponta o nome como origem indígena, que significa o hibridismo de 'Jacú' = ave galinácea + 'Y' = rio com o sufixo luso acrescido ao nome guarani.

## História
A habitação da região por descendentes de europeus iniciou em 1877, ao serem fixadas residências de famílias de etnia açoriana, alemã, espanhola, italiana e africana; esses habitantes eram provenientes de localidades vizinhas, como Santa Cruz do Sul, Cruz Alta, Soledade, Cachoeira do Sul, entre outras.
A Igreja Menino Deus na cidade foi construída em 1883, com uma imagem do menino Jesus em seu altar, esculpida em madeira, que fora trazida para a região em 1880.

## Geografia
Sua população estimada em 2018 foi de 2.679 habitantes.